# Іваницька Юлія Миколаївна
Ю́лія Микола́ївна Івани́цька (* 1988) — українська паралімпійська дзюдоїстка. Чотириразова бронзова призерка Паралімпійських ігор (2008—2020). Майстер спорту України міжнародного класу.

## З життєпису
Народилась 1988 року. Представляє Рівненську область.
Учасниця ХІІІ літніх Паралімпійських ігор 2008 року (Пекін).
Бронзова призерка ХІV літніх Паралімпійських ігор 2012 року (Лондон).
Чемпіонка Європи 2013 і 2015 років.
Чемпіонка світу 2014 і 2015 років. Срібна призерка Кубку світу 2015 року.
Бронзова призерка ХV літніх Паралімпійських ігор 2016 року (Ріо-де -Жанейро).
На Паралімпійських іграх-2020 у Токіо у чвертьфіналі (жінки, вагова категорія до 48 кг) Юлія Іваницька здолала китайську спортсменку Лі Кай Лінь. У півфіналі поступилася представниці Франції Сандрін Мартіне. На чемпіонаті Європи з дзюдо серед осіб з порушеннями зору — золота нагорода в командних змаганнях.
Бронзова призерка Кубку світу 2021 року.
Початком 2023 року виступала на Гран-прі в Португалії з парадзюдо.
Чемпіонат Європи з параспорту 2023 — срібна нагорода.